# Liga de las Américas 2017
La Liga de las Américas 2017, por razones de patrocinio DirecTV Liga de las Américas 2017, fue la décima edición del certamen continental más importante a nivel de clubes en América. Organizado por FIBA Américas, el campeón disputó contra el campeón de la Liga de Campeones de Baloncesto la Copa Intercontinental.
Comenzó el 20 de enero con uno de los cuatro grupos de la primera fase y finalizó el 18 de marzo con la final del campeonato.

## Modo de disputa
El torneo estuvo dividido en tres etapas, la etapa preliminar, donde participaron todos los equipos, las semifinales, donde participaron ocho equipos clasificados mediante la anterior etapa, y el cuadrangular final, donde participaron cuatro equipos clasificados de la anterior etapa.
Ronda preliminar
Los dieciséis participantes se dividieron en cuatro grupos de cuatro equipos cada uno, que disputaron en sedes designadas encuentros contra los rivales de su grupo. Los dos mejores equipos de cada grupo avanzaron de fase. Se otorgaron dos puntos por partido ganado y un punto por derrota, y para empate entre dos o más equipos se usó el "sistema olímpico", que consiste en tener en cuenta los resultados entre los equipos empatados, siendo favorable al equipo que resultó con mejor récord.
- Grupo A: 20, 21 y 22 de enero, en Mexicali, México.
- Grupo B: 27, 28 y 29 de enero, en Monterrey, México.
- Grupo C: 3, 4 y 5 de febrero, en Buenos Aires, Argentina.
- Grupo D: 10, 11 y 12 de febrero, en Ponce, Puerto Rico.

Semifinales
Con formato similar a la fase previa, los ocho equipos clasificados de la ronda preliminar se dividieron en dos grupos de cuatro equipos cada uno, también en sedes designadas. Se utilizó la misma reglamentación que en la fase previa. Avanzaron dos equipos por grupo.
- Grupo E: 24, 25 y 26 de febrero, en Monterrey, México.
- Grupo F: 3, 4 y 5 de marzo, en Ponce, Puerto Rico.

Ronda final
Los cuatro equipos clasificados se emparejaron de manera tal que el primero de cada grupo se enfrentó al segundo del otro. Los ganadores avanzaron a la final por el título mientras que los perdedores definieron el tercer puesto.
- 17 y 18 de marzo, en Barquisimeto, Venezuela.

## Equipos participantes
Antes del comienzo de esta edición FIBA Américas decidió la suspensión de la confederación brasileña, impidiendo así que sus equipos participaran en los torneos internacionales y liberándose dos cupos. Además, el cupo correspondiente al campeón de la Liga Sudamericana de Clubes 2016 fue para el finalista argentino Bahía Basket, ya que el otro equipo, el Mogi das Cruzes, era brasileño.

### Plazas
| FIBA Américas:                                                                                             | Zona Norte:                                                    | Zona Sur:                                                                                                |
| - Argentina: 1 plaza. - Panamá: 1 plaza. - Puerto Rico: 1 plaza. - Uruguay: 1 plaza. - Venezuela: 1 plaza. | - México: 2 plazas. - Panamá: 1 plaza. - Puerto Rico: 1 plaza. | - Argentina: 2 plazas. - Chile: 1 plaza. - Colombia: 1 plaza. - Uruguay: 1 plaza. - Venezuela: 2 plazas. |

### Equipos
Fuente: Web oficial Archivado el 2 de febrero de 2017 en Wayback Machine.
| País                  | Equipo                                           | Vía de clasificación |
| --------------------- | ------------------------------------------------ | --- |
| FIBA Américas 3 cupos | Guaros de Lara Weber Bahía Correcaminos de Colón | Campeón de la Liga de las Américas 2016. Mejor ubicado elegible en la LSC 2016. Campeón del Campeonato de Clubes Campeones de Centroamérica 2016. |
| Argentina 2 cupos     | San Lorenzo (BA) La Unión de Formosa             | Campeón de la conferencia sur de la LNB 2015-16. Campeón de la conferencia norte de la LNB 2015-16.                                               |
| Chile 1 cupo          | Leones de Quilpué                                | Campeón de la Copa Chile de Básquetbol 2016. |
| Colombia 1 cupo       | Academia de la Montaña                           | Campeón de la Liga Colombiana de Baloncesto 2016-I.                                                                                               |
| México 2 cupos        | Soles de Mexicali Fuerza Regia de Monterrey      | Subcampeón de la LNBP 2015-16. Tercero en la LNBP 2015-16.                                                                                        |
| Panamá 1 cupo         | Caballos de Coclé                                | Finalista de la LPB 2016. |
| Puerto Rico 2 cupos   | Capitanes de Arecibo Leones de Ponce             | Campeón del BSN 2016. Invitado por FIBA Américas.                                                                                                 |
| Uruguay 2 cupos       | Hebraica y Macabi Aguada                         | Campeón de la LUB 2015-16. Invitado por FIBA Américas.                                                                                            |
| Venezuela 2 cupos     | Cocodrilos de Caracas Bucaneros de La Guaira     | Campeón de la LPB 2015-16. Subcampeón de la LPB 2015-16.                                                                                          |

Notas
1. ↑  Tras la suspensión de la Confederación Brasileña de Baloncesto,[3] aunque Bahía Basket de Argentina sea derrotado en la final de la Liga Sudamericana ante Mogi das Cruzes de Brasil, se quedará con el cupo destinado a esta competencia en la Liga de las Américas.[4]
2. ↑  Soles de Mexicali se quedó con el cupo que sería del campeón de la Liga Nacional de Baloncesto Profesional de México 2015-2016, Pioneros de Quintana Roo, tras su retiro del baloncesto profesional en esta temporada. El cupo vacante que Soles de Mexicali ocupa pasa a Fuerza Regia de Monterrey.[6]
3. ↑  La Federación Panameña de Baloncesto nombró a Caballos de Coclé como representante panameño tras este equipo ser finalista de la LPB 2016, al paso que el otro finalista, Correcaminos de Colón, ya se había designado previamente a competir en el Campeonato de Clubes Campeones de Centroamérica 2016.[7]
4. 1 2  Tras la suspensión de la Confederación Brasileña de Baloncesto,[3] Flamengo y Bauru, campeón y subcampeón en el Novo Basquete Brasil 2015-16 respectivamente, se quedaron excluidos de la Liga de las Américas.[8] En sus lugares fueron invitados Leones de Ponce de Puerto Rico[9] y Aguada de Uruguay.[10]

## Ronda preliminar

### Grupos
| Grupo A               | Grupo B                   | Grupo C                | Grupo D                |
| --------------------- | ------------------------- | ---------------------- | ---------------------- |
| Aguada                | Caballos de Coclé         | Bucaneros de La Guaira | Academia de la Montaña |
| Correcaminos de Colón | Fuerza Regia de Monterrey | Capitanes de Arecibo   | Cocodrilos de Caracas  |
| La Unión de Formosa   | Guaros de Lara            | Hebraica y Macabi      | Leones de Ponce        |
| Soles de Mexicali     | Leones de Quilpué         | San Lorenzo            | Weber Bahía            |

#### Grupo A
| Pos. | Equipo                | Pts | PJ | PG | PP | PF  | PC  | Dif |
| ---- | --------------------- | --- | -- | -- | -- | --- | --- | --- |
| 1.   | Soles de Mexicali     | 5   | 3  | 2  | 1  | 288 | 263 | 25  |
| 2.   | La Unión de Formosa   | 5   | 3  | 2  | 1  | 242 | 233 | 9   |
| 3.   | Aguada                | 5   | 3  | 2  | 1  | 287 | 287 | 0   |
| 4.   | Correcaminos de Colón | 3   | 3  | 0  | 3  | 246 | 280 | -34 |

|  | Clasificado a la siguiente fase del torneo. |

Los horarios correspondieron al huso horario de Mexicali, UTC –8:00.
| 20 de enero, 18:00 | La Unión de Formosa                                                         | 87–76                | Aguada                                                               | Mexicali, México                                                                                       |  |
|                    | Parciales: 30-20, 18-17, 16-21, 23-18                                       |                      |                                                                      | |  |
|                    | Estadísticas Torin Francis (21) Torin Francis (13) Alejandro Konsztadt (10) | Reporte Pts Reb Asts | Estadísticas Kyle Lamonte (20) Dwayne Curtis (8) Gustavo Barrera (8) | Pabellón: Auditorio del Estado Árbitros: Roberto Oliveros Carlos Andrés Peralta Ortega Roberto Vázquez |  |

| 20 de enero, 20:15 | Soles de Mexicali                                                           | 100–77               | Correcaminos de Colón                                                    | Mexicali, México                                                                    |  |
|                    | Parciales: 26-15, 23-22, 22-17, 29-23                                       |                      |                                                                          |                                                                                     |  |
|                    | Estadísticas Chamberlain Oguchi (32) Chamberlain Oguchi (6) Pedro Meza (13) | Reporte Pts Reb Asts | Estadísticas Trevor Gaskins (19) Jordan Henríquez (9) Trevor Gaskins (3) | Pabellón: Auditorio del Estado Árbitros: José Fernández Daniel García Jorge Vázquez |  |

| 21 de enero, 16:15 | Correcaminos de Colón                                                         | 77–84                | La Unión de Formosa                                                      | Mexicali, México                                                                                     |  |
|                    | Parciales: 24-17, 16-25, 15-16, 22-26                                         |                      |                                                                          | |  |
|                    | Estadísticas Ernesto Oglivie (18) Jordan Henríquez (10) Thomas Gipson III (4) | Reporte Pts Reb Asts | Estadísticas José Vargas (18) Torin Francis (16) Alejandro Konsztadt (4) | Pabellón: Auditorio del Estado Árbitros: Daniel García Roberto Oliveros Carlos Andrés Peralta Ortega |  |

| 21 de enero, 18:30 | Aguada                                                                   | 115–108              | Soles de Mexicali                                                 | Mexicali, México                                                                      |  |
|                    | Parciales: 28-27, 28-15, 26-31, 15-24 (T.E.: 18-11)                      |                      |                                                                   |                                                                                       |  |
|                    | Estadísticas Jeremis Smith (41) Federico Haller (12) Gustavo Barrera (9) | Reporte Pts Reb Asts | Estadísticas Justin Keenan (34) Justin Keenan (11) Alex Pérez (6) | Pabellón: Auditorio del Estado Árbitros: José Fernández Jorge Vázquez Roberto Vázquez |  |

| 22 de enero, 16:15 | Correcaminos de Colón                                                       | 92–96                | Aguada                                                                | Mexicali, México                                                                                      |  |
|                    | Parciales: 26-22, 15-26, 22-21, 29-27                                       |                      |                                                                       | |  |
|                    | Estadísticas Alexander Galindo (20) Jordan Henríquez (9) Trevor Gaskins (7) | Reporte Pts Reb Asts | Estadísticas Demian Álvarez (29) Jeremis Smith (13) Jeremis Smith (7) | Pabellón: Auditorio del Estado Árbitros: Roberto Oliveros José Fernández Carlos Andrés Peralta Ortega |  |

| 22 de enero, 18:30 | Soles de Mexicali                                                 | 80–71                | La Unión de Formosa                                                      | Mexicali, México                                                                     |  |
|                    | Parciales: 23-18, 14-19, 27-20, 16-14                             |                      |                                                                          |                                                                                      |  |
|                    | Estadísticas Justin Keenan (30) Justin Keenan (10) Alex Pérez (5) | Reporte Pts Reb Asts | Estadísticas Torin Francis (15) Torin Francis (12) Jeremías Sandrini (3) | Pabellón: Auditorio del Estado Árbitros: Jorge Vázquez Daniel García Roberto Vázquez |  |

#### Grupo B
| Pos. | Equipo                    | Pts | PJ | PG | PP | PF  | PC  | Dif |
| ---- | ------------------------- | --- | -- | -- | -- | --- | --- | --- |
| 1.   | Fuerza Regia de Monterrey | 6   | 3  | 3  | 0  | 282 | 215 | 67  |
| 2.   | Guaros de Lara            | 5   | 3  | 2  | 1  | 273 | 247 | 26  |
| 3.   | Caballos de Coclé         | 4   | 3  | 1  | 2  | 245 | 261 | -16 |
| 4.   | Leones de Quilpué         | 3   | 3  | 0  | 3  | 233 | 310 | -77 |

|  | Clasificado a la siguiente fase del torneo. |

Los horarios correspondieron al huso horario de Monterrey, UTC –6:00.
| 27 de enero, 18:00 | Guaros de Lara                                                                | 92–83                | Caballos de Coclé                                                       | Monterrey, México                                                                                        |  |
|                    | Parciales: 20-22, 25-12, 26-22, 21-27                                         |                      |                                                                         | |  |
|                    | Estadísticas Zachary Graham (15) Gregory Echenique (9) Heissler Guillent (14) | Reporte Pts Reb Asts | Estadísticas Ricky Sánchez (19) Antonio García (8) Carlos Rodríguez (7) | Pabellón: Gimnasio Nuevo León Unido Árbitros: Roberto Vázquez José Fernández José Hernán Melgarejo Pinto |  |

| 27 de enero, 20:15 | Fuerza Regia de Monterrey                                              | 109–73               | Leones de Quilpué                                                      | Monterrey, México                                                                                           |  |
|                    | Parciales: 18-16, 31-15, 25-19, 35-23                                  |                      |                                                                        | |  |
|                    | Estadísticas Andrew Panko (20) Héctor Hernández (7) Carlos Rivera (10) | Reporte Pts Reb Asts | Estadísticas Michael Glover (22) Michael Glover (6) Brandon Bowdry (5) | Pabellón: Gimnasio Nuevo León Unido Árbitros: Jesed Díaz Mauricio Chinchilla Picado Gonzalo Salgueiro Marti |  |

| 28 de enero, 18:00 | Leones de Quilpué                                                         | 80–103               | Guaros de Lara                                                             | Monterrey, México                                                                                                |  |
|                    | Parciales: 14-19, 26-34, 21-30, 19-20                                     |                      |                                                                            | |  |
|                    | Estadísticas DeAndre Coleman (18) Brandon Bowdry (11) DeAndre Coleman (6) | Reporte Pts Reb Asts | Estadísticas Russell Carter (20) Néstor Colmenares (7) Alexander Abreu (9) | Pabellón: Gimnasio Nuevo León Unido Árbitros: Gonzalo Salgueiro Marti José Fernández José Hernán Melgarejo Pinto |  |

| 28 de enero, 20:15 | Caballos de Coclé                                                       | 64–89                | Fuerza Regia de Monterrey                                             | Monterrey, México                                                                                   |  |
|                    | Parciales: 9-26, 22-25, 20-24, 13-14                                    |                      |                                                                       | |  |
|                    | Estadísticas Ricardo Meléndez (14) Javier Carter (8) Antonio García (3) | Reporte Pts Reb Asts | Estadísticas Héctor Hernández (29) Juan Toscano (8) Carlos Rivera (7) | Pabellón: Gimnasio Nuevo León Unido Árbitros: Roberto Vázquez Mauricio Chinchilla Picado Jesed Díaz |  |

| 29 de enero, 16:15 | Caballos de Coclé                                                          | 98–80                | Leones de Quilpué                                                   | Monterrey, México                                                                                                   |  |
|                    | Parciales: 24-18, 25-17, 23-23, 26-22                                      |                      |                                                                     | |  |
|                    | Estadísticas Ricardo Meléndez (23) Antonio García (7) Carlos Rodríguez (7) | Reporte Pts Reb Asts | Estadísticas DeAndre Coleman (18) Darrol Jones (7) Darrol Jones (8) | Pabellón: Gimnasio Nuevo León Unido Árbitros: José Hernán Melgarejo Pinto Mauricio Chinchilla Picado José Fernández |  |

| 29 de enero, 18:30 | Fuerza Regia de Monterrey                                         | 84–78                | Guaros de Lara                                                         | Monterrey, México                                                                                |  |
|                    | Parciales: 22-18, 9-22, 29-17, 24-21                              |                      |                                                                        |                                                                                                  |  |
|                    | Estadísticas Andrew Panko (25) Carlos Rivera (8) Andrew Panko (6) | Reporte Pts Reb Asts | Estadísticas Zachary Graham (23) Luis Bethelmy (7) Alexander Abreu (5) | Pabellón: Gimnasio Nuevo León Unido Árbitros: Roberto Vázquez Jesed Díaz Gonzalo Salgueiro Marti |  |

#### Grupo C
| Pos. | Equipo                 | Pts | PJ | PG | PP | PF  | PC  | Dif |
| ---- | ---------------------- | --- | -- | -- | -- | --- | --- | --- |
| 1.   | San Lorenzo            | 6   | 3  | 3  | 0  | 240 | 189 | 51  |
| 2.   | Hebraica y Macabi      | 5   | 3  | 2  | 1  | 239 | 234 | 5   |
| 3.   | Capitanes de Arecibo   | 4   | 3  | 1  | 2  | 223 | 244 | -21 |
| 4.   | Bucaneros de La Guaira | 3   | 3  | 0  | 3  | 208 | 243 | -35 |

|  | Clasificado a la siguiente fase del torneo. |

Los horarios correspondieron al huso horario de Buenos Aires, UTC –3:00.
| 3 de febrero, 19:15 | Capitanes de Arecibo                                                   | 75–82                | Hebraica y Macabi                                                              | Buenos Aires, Argentina                                                                                 |  |
|                     | Parciales: 13-25, 27-16, 9-24, 26-17                                   |                      |                                                                                | |  |
|                     | Estadísticas Donté Greene (22) Dor Anthony Fischer (9) Ángel Álamo (3) | Reporte Pts Reb Asts | Estadísticas Leandro García Morales (22) Jaime Lloreda (13) Luciano Parodi (8) | Pabellón: Polideportivo Roberto Pando Árbitros: Leandro Lezcano Omar Bermúdez Mariscal Sebastián Negrón |  |

| 3 de febrero, 21:30 | San Lorenzo                                                        | 76–51                | Bucaneros de La Guaira                                                  | Buenos Aires, Argentina |  |
|                     | Parciales: 20-11, 18-21, 19-10, 19-9                               |                      |                                                                         | |  |
|                     | Estadísticas Gabriel Deck (23) Marcos Mata (9) Nicolás Aguirre (9) | Reporte Pts Reb Asts | Estadísticas Jordan Hamilton (19) Jordan Hamilton (9) Walter Baxley (1) | Pabellón: Polideportivo Roberto Pando Árbitros: Michael Weiland Robinson Aracena Vásquez Felipe Guillermo Valenzuela Barrera |  |

| 4 de febrero, 19:15 | Bucaneros de La Guaira                                      | 80–85                | Capitanes de Arecibo                                                      | Buenos Aires, Argentina                                                                                         |  |
|                     | Parciales: 19-19, 17-23, 21-18, 23-25                       |                      |                                                                           | |  |
|                     | Estadísticas Donta Smith (17) Donta Smith (11) John Cox (3) | Reporte Pts Reb Asts | Estadísticas Donté Greene (23) Dor Anthony Fischer (11) David Huertas (4) | Pabellón: Polideportivo Roberto Pando Árbitros: Robinson Aracena Vásquez Omar Bermúdez Mariscal Leandro Lezcano |  |

| 4 de febrero, 21:30 | Hebraica y Macabi                                                  | 75–82                | San Lorenzo                                                         | Buenos Aires, Argentina                                                                                              |  |
|                     | Parciales: 18-21, 19-14, 18-24, 20-23                              |                      |                                                                     | |  |
|                     | Estadísticas Michael Hicks (23) Omar Cantón (8) Luciano Parodi (5) | Reporte Pts Reb Asts | Estadísticas Gabriel Deck (29) Gabriel Deck (6) Nicolás Aguirre (9) | Pabellón: Polideportivo Roberto Pando Árbitros: Sebastián Negrón Felipe Guillermo Valenzuela Barrera Michael Weiland |  |

| 5 de febrero, 19:15 | Hebraica y Macabi                                                     | 82–77                | Bucaneros de La Guaira                                            | Buenos Aires, Argentina |  |
|                     | Parciales: 30-24, 11-18, 19-21, 22-14                                 |                      |                                                                   | |  |
|                     | Estadísticas Jaime Lloreda (26) Jaime Lloreda (21) Luciano Parodi (7) | Reporte Pts Reb Asts | Estadísticas Jordan Hamilton (27) Donta Smith (6) Donta Smith (3) | Pabellón: Polideportivo Roberto Pando Árbitros: Robinson Aracena Vásquez Leandro Lezcano Felipe Guillermo Valenzuela Barrera |  |

| 5 de febrero, 21:30 | San Lorenzo                                                            | 82–63                | Capitanes de Arecibo                                                   | Buenos Aires, Argentina                                                                                 |  |
|                     | Parciales: 34-12, 20-17, 18-17, 10-17                                  |                      |                                                                        | |  |
|                     | Estadísticas Gabriel Deck (24) Mathías Calfani (7) Nicolás Aguirre (6) | Reporte Pts Reb Asts | Estadísticas David Huertas (12) Dor Anthony Fischer (7) Alvin Cruz (5) | Pabellón: Polideportivo Roberto Pando Árbitros: Omar Bermúdez Mariscal Sebastián Negrón Michael Weiland |  |

#### Grupo D
| Pos. | Equipo                 | Pts | PJ | PG | PP | PF  | PC  | Dif |
| ---- | ---------------------- | --- | -- | -- | -- | --- | --- | --- |
| 1.   | Weber Bahía            | 6   | 3  | 3  | 0  | 267 | 234 | 33  |
| 2.   | Leones de Ponce        | 5   | 3  | 2  | 1  | 256 | 241 | 15  |
| 3.   | Cocodrilos de Caracas  | 4   | 3  | 1  | 2  | 248 | 240 | 8   |
| 4.   | Academia de la Montaña | 3   | 3  | 0  | 3  | 203 | 259 | -56 |

|  | Clasificado a la siguiente fase del torneo. |

Los horarios correspondieron al huso horario de Ponce, UTC –4:00.
| 10 de febrero, 17:45 | Cocodrilos de Caracas                                                     | 75–77                | Weber Bahía                                                                     | Ponce, Puerto Rico                                                                                      |  |
|                      | Parciales: 21-25, 11-14, 18-18, 25-20                                     |                      |                                                                                 | |  |
|                      | Estadísticas Jonathan Flowers (25) Maurice Sutton Jr. (6) Miguel Paul (6) | Reporte Pts Reb Asts | Estadísticas Juan Pablo Vaulet (18) Juan Pablo Vaulet (8) Juan Pablo Vaulet (3) | Pabellón: Auditorio Juan Pachín Vicéns Árbitros: Roberto Vázquez Omar Bermúdez Mariscal Michael Weiland |  |

| 10 de febrero, 20:00 | Leones de Ponce                                                   | 76–61                | Academia de la Montaña                                                  | Ponce, Puerto Rico                                                                                      |  |
|                      | Parciales: 22-17, 15-8, 24-16, 15-20                              |                      |                                                                         | |  |
|                      | Estadísticas Hakim Warrick (26) Eric Dawson (9) Carlos Arroyo (9) | Reporte Pts Reb Asts | Estadísticas John Hernández (16) John Hernández (15) Gianluca Bacci (4) | Pabellón: Auditorio Juan Pachín Vicéns Árbitros: Alejandro Sánchez Julio Anaya Robinson Aracena Vásquez |  |

| 11 de febrero, 17:45 | Academia de la Montaña                                                            | 67–94                | Weber Bahía                                                            | Ponce, Puerto Rico                                                                                  |  |
|                      | Parciales: 17-22, 12-22, 16-24, 22-26                                             |                      |                                                                        | |  |
|                      | Estadísticas Kentrell Gransberry (17) Kentrell Gransberry (13) Gianluca Bacci (4) | Reporte Pts Reb Asts | Estadísticas Anthony Johnson (22) Jaamal Levy (6) Máximo Fjellerup (9) | Pabellón: Auditorio Juan Pachín Vicéns Árbitros: Roberto Vázquez Julio Anaya Omar Bermúdez Mariscal |  |

| 11 de febrero, 20:00 | Cocodrilos de Caracas                                                    | 84–88                | Leones de Ponce                                                     | Ponce, Puerto Rico                                                                                          |  |
|                      | Parciales: 16-24, 19-18, 16-21, 33-25                                    |                      |                                                                     | |  |
|                      | Estadísticas Maurice Sutton Jr. (25) José Rodríguez (10) Miguel Paul (7) | Reporte Pts Reb Asts | Estadísticas Ángel Vassallo (25) Eric Dawson (12) Carlos Arroyo (5) | Pabellón: Auditorio Juan Pachín Vicéns Árbitros: Michael Weiland Robinson Aracena Vásquez Alejandro Sánchez |  |

| 12 de febrero, 17:00 | Academia de la Montaña                                                        | 75–89                | Cocodrilos de Caracas                                                      | Ponce, Puerto Rico                                                                                               |  |
|                      | Parciales: 19-21, 20-23, 18-33, 18-12                                         |                      |                                                                            | |  |
|                      | Estadísticas Jonathan Rodríguez (23) Kentrell Gransberry (13) Kelvin Peña (6) | Reporte Pts Reb Asts | Estadísticas Jonathan Flowers (18) José Rodríguez (9) Yochuar Palacios (8) | Pabellón: Auditorio Juan Pachín Vicéns Árbitros: Roberto Vázquez Robinson Aracena Vásquez Omar Bermúdez Mariscal |  |

| 12 de febrero, 19:15 | Leones de Ponce                                                     | 92–96                | Weber Bahía                                                            | Ponce, Puerto Rico                                                                             |  |
|                      | Parciales: 23-23, 20-17, 22-20, 15-20 (T.E.: 12-16)                 |                      |                                                                        |                                                                                                |  |
|                      | Estadísticas Ángel Vassallo (34) Hakim Warrick (10) Eric Dawson (6) | Reporte Pts Reb Asts | Estadísticas Anthony Johnson (22) Anthony Johnson (7) Lucio Redivo (7) | Pabellón: Auditorio Juan Pachín Vicéns Árbitros: Michael Weiland Julio Anaya Alejandro Sánchez |  |

## Semifinales
El Grupo E (Semifinal #1), se disputó del 24 al 26 de febrero en el Gimnasio Nuevo León Unido de Monterrey, México, sede del club Fuerza Regia de Monterrey; mientras que el Grupo F (Semifinal #2), se disputó del 3 al 5 de marzo en el Auditorio Juan Pachín Vicéns de la ciudad de Ponce, Puerto Rico, casa de los Leones de Ponce. Luego de decidir las canchas se definió la composición de ambos grupos.

### Grupos
| Grupo E                   | Grupo F           |
| ------------------------- | ----------------- |
| Fuerza Regia de Monterrey | Hebraica y Macabi |
| Guaros de Lara            | Leones de Ponce   |
| La Unión de Formosa       | San Lorenzo       |
| Soles de Mexicali         | Weber Bahía       |

#### Grupo E
| Pos. | Equipo                    | Pts | PJ | PG | PP | PF  | PC  | Dif |
| ---- | ------------------------- | --- | -- | -- | -- | --- | --- | --- |
| 1.   | Fuerza Regia de Monterrey | 6   | 3  | 3  | 0  | 236 | 199 | 37  |
| 2.   | Guaros de Lara            | 5   | 3  | 2  | 1  | 240 | 235 | 5   |
| 3.   | La Unión de Formosa       | 4   | 3  | 1  | 2  | 221 | 251 | -30 |
| 4.   | Soles de Mexicali         | 3   | 3  | 0  | 3  | 219 | 231 | -12 |

|  | Clasificado al Final Four. |

Los horarios correspondieron al huso horario de Monterrey, UTC –6:00.
| 24 de febrero, 18:00 | Guaros de Lara                                                                  | 88–86                | Soles de Mexicali                                                | Monterrey, México                                                                       |  |
|                      | Parciales: 20-24, 24-23, 31-18, 13-21                                           |                      |                                                                  |                                                                                         |  |
|                      | Estadísticas Heissler Guillent (18) Gregory Echenique (9) Heissler Guillent (7) | Reporte Pts Reb Asts | Estadísticas Justin Keenan (21) Justin Keenan (8) Alex Pérez (4) | Pabellón: Gimnasio Nuevo León Unido Árbitros: Jorge Vázquez Julio Anaya Leandro Lezcano |  |

| 24 de febrero, 20:15 | Fuerza Regia de Monterrey                                                  | 93–72                | La Unión de Formosa                                                       | Monterrey, México                                                                                   |  |
|                      | Parciales: 25-17, 22-19, 26-17, 20-19                                      |                      |                                                                           | |  |
|                      | Estadísticas Jeleel Akindele (19) Héctor Hernández (6) Jeleel Akindele (7) | Reporte Pts Reb Asts | Estadísticas Torin Francis (19) Torin Francis (9) Alejandro Konsztadt (5) | Pabellón: Gimnasio Nuevo León Unido Árbitros: Reynaldo Mercedes Mauricio Chinchilla Roberto Vázquez |  |

| 25 de febrero, 16:15 | La Unión de Formosa                                                      | 72–82                | Guaros de Lara                                                       | Monterrey, México                                                                               |  |
|                      | Parciales: 14-13, 24-21, 17-23, 17-25                                    |                      |                                                                      |                                                                                                 |  |
|                      | Estadísticas José Vargas (16) Torin Francis (10) Alejandro Konsztadt (9) | Reporte Pts Reb Asts | Estadísticas Lazar Hayward (21) Lazar Hayward (10) Luis Bethelmy (5) | Pabellón: Gimnasio Nuevo León Unido Árbitros: Jorge Vázquez Mauricio Chinchilla Roberto Vázquez |  |

| 25 de febrero, 18:30 | Soles de Mexicali                                            | 57–66                | Fuerza Regia de Monterrey                                             | Monterrey, México                                                                           |  |
|                      | Parciales: 12-15, 18-16, 10-19, 17-16                        |                      |                                                                       |                                                                                             |  |
|                      | Estadísticas Alex Pérez (15) Brandon West (7) Pedro Meza (3) | Reporte Pts Reb Asts | Estadísticas Juan Toscano (15) Héctor Hernández (12) Juan Toscano (6) | Pabellón: Gimnasio Nuevo León Unido Árbitros: Reynaldo Mercedes Julio Anaya Leandro Lezcano |  |

| 26 de febrero, 16:15 | Soles de Mexicali                                                | 76–77                | La Unión de Formosa                                                       | Monterrey, México                                                                             |  |
|                      | Parciales: 17-22, 23-15, 25-18, 11-22                            |                      |                                                                           |                                                                                               |  |
|                      | Estadísticas Justin Keenan (21) Justin Keenan (7) Alex Pérez (5) | Reporte Pts Reb Asts | Estadísticas Facundo Piñero (19) Pablo Orlietti (8) Jeremías Sandrini (8) | Pabellón: Gimnasio Nuevo León Unido Árbitros: Roberto Vázquez Julio Anaya Mauricio Chinchilla |  |

| 26 de febrero, 18:30 | Fuerza Regia de Monterrey                                                  | 77–70                | Guaros de Lara                                                           | Monterrey, México                                                                             |  |
|                      | Parciales: 21-11, 4-12, 24-21, 12-17 (T.E.: 16-9)                          |                      |                                                                          |                                                                                               |  |
|                      | Estadísticas Jeleel Akindele (19) Jeleel Akindele (14) Jeleel Akindele (5) | Reporte Pts Reb Asts | Estadísticas Lazar Hayward (18) Lazar Hayward (10) Heissler Guillent (5) | Pabellón: Gimnasio Nuevo León Unido Árbitros: Jorge Vázquez Leandro Lezcano Reynaldo Mercedes |  |

#### Grupo F
| Pos. | Equipo            | Pts | PJ | PG | PP | PF  | PC  | Dif |
| ---- | ----------------- | --- | -- | -- | -- | --- | --- | --- |
| 1.   | Leones de Ponce   | 5   | 3  | 2  | 1  | 277 | 269 | 8   |
| 2.   | Weber Bahía       | 5   | 3  | 2  | 1  | 244 | 233 | 11  |
| 3.   | San Lorenzo       | 4   | 3  | 1  | 2  | 276 | 288 | -12 |
| 4.   | Hebraica y Macabi | 4   | 3  | 1  | 2  | 233 | 240 | -7  |

|  | Clasificado al Final Four. |

Los horarios correspondieron al huso horario de Ponce, UTC –4:00.
| 3 de marzo, 17:45 | San Lorenzo                                                           | 100–84               | Hebraica y Macabi                                                             | Ponce, Puerto Rico                                                                                 |  |
|                   | Parciales: 22-26, 27-19, 25-21, 26-18                                 |                      |                                                                               | |  |
|                   | Estadísticas Gabriel Deck (26) Nicolás Aguirre (7) Guillermo Díaz (6) | Reporte Pts Reb Asts | Estadísticas Jaime Lloreda (24) Jaime Lloreda (12) Leandro García Morales (5) | Pabellón: Auditorio Juan Pachín Vicéns Árbitros: Roberto Vázquez Omar Bermúdez Mariscal Jesed Díaz |  |

| 3 de marzo, 20:00 | Leones de Ponce                                                    | 95–82                | Weber Bahía                                                               | Ponce, Puerto Rico                                                                                         |  |
|                   | Parciales: 23-14, 24-25, 28-19, 20-24                              |                      |                                                                           | |  |
|                   | Estadísticas Víctor Liz (21) Hakim Warrick (12) Carlos Arroyo (14) | Reporte Pts Reb Asts | Estadísticas Lucio Redivo (28) Juan Pablo Vaulet (7) Máximo Fjellerup (6) | Pabellón: Auditorio Juan Pachín Vicéns Árbitros: Michael Weiland Robinson Aracena Vásquez Sebastián Negrón |  |

| 4 de marzo, 17:45 | Weber Bahía                                                         | 89–69                | San Lorenzo                                                        | Ponce, Puerto Rico                                                                                               |  |
|                   | Parciales: 20-13, 24-13, 24-21, 21-22                               |                      |                                                                    | |  |
|                   | Estadísticas Lucio Redivo (37) Máximo Fjellerup (9) Jaamal Levy (6) | Reporte Pts Reb Asts | Estadísticas Gabriel Deck (17) Marcos Mata (9) Nicolás Aguirre (6) | Pabellón: Auditorio Juan Pachín Vicéns Árbitros: Roberto Vázquez Robinson Aracena Vásquez Omar Bermúdez Mariscal |  |

| 4 de marzo, 20:00 | Hebraica y Macabi                                                             | 80–67                | Leones de Ponce                                                | Ponce, Puerto Rico                                                                                  |  |
|                   | Parciales: 25-17, 12-10, 21-25, 22-15                                         |                      |                                                                | |  |
|                   | Estadísticas Michael Hicks (20) Jaime Lloreda (14) Leandro García Morales (8) | Reporte Pts Reb Asts | Estadísticas Víctor Liz (24) Víctor Liz (6) Carlos Arroyo (10) | Pabellón: Auditorio Juan Pachín Vicéns Árbitros: Reynaldo Mercedes Sebastián Negrón Michael Weiland |  |

| 5 de marzo, 17:00 | Hebraica y Macabi                                                              | 69–73                | Weber Bahía                                                              | Ponce, Puerto Rico                                                                                      |  |
|                   | Parciales: 16-14, 20-8, 20-21, 13-30                                           |                      |                                                                          | |  |
|                   | Estadísticas Leandro García Morales (26) Jaime Lloreda (13) Luciano Parodi (8) | Reporte Pts Reb Asts | Estadísticas Lucio Redivo (26) Anthony Johnson (14) Máximo Fjellerup (3) | Pabellón: Auditorio Juan Pachín Vicéns Árbitros: Roberto Vázquez Omar Bermúdez Mariscal Michael Weiland |  |

| 5 de marzo, 19:15 | Leones de Ponce                                                    | 115–107              | San Lorenzo                                                             | Ponce, Puerto Rico                                                                                           |  |
|                   | Parciales: 17-14, 22-13, 24-30, 17-23 (T.E.: 12-12, 23-15)         |                      |                                                                         | |  |
|                   | Estadísticas Hakim Warrick (35) Víctor Liz (11) Carlos Arroyo (10) | Reporte Pts Reb Asts | Estadísticas Selem Safar (23) Nicolás Aguirre (10) Nicolás Aguirre (15) | Pabellón: Auditorio Juan Pachín Vicéns Árbitros: Reynaldo Mercedes Robinson Aracena Vásquez Sebastián Negrón |  |

## Final Four
Esta etapa final concentró a los dos mejores de los 2 cuadrangulares que integraron la fase semifinal de esta edición del torneo. La sede donde se llevó a cabo fue el Domo Bolivariano de la ciudad de Barquisimeto, Venezuela, el cual albergó el evento por segundo año consecutivo los días 17 y 18 de marzo.
El campeón de esta edición (por segundo año consecutivo) fue Guaros de Lara de Venezuela (segundo bicampeón de este torneo), que ganó sus dos partidos. El primero ante Leones de Ponce de Puerto Rico, y el segundo al Weber Bahía de Argentina por la definición del título.
El MVP del Final Four fue Zachary Graham, de Guaros de Lara, quien en el cotejo final ante Weber Bahía convirtió 20 puntos y tomó 2 rebotes.
|  | Semifinales               | Semifinales               | Semifinales    |                |             | Final                     | Final                     | Final        |  |
|  |                           |                           |                |                |             |                           |                           |              |  |
|  |                           |                           |                |                |             |                           |                           |              |  |
|  | Fuerza Regia de Monterrey | Fuerza Regia de Monterrey | 65             |                |             |                           |                           |              |  |
|  | Fuerza Regia de Monterrey | Fuerza Regia de Monterrey | 65             |                |             |                           |                           |              |  |
|  | Weber Bahía               | Weber Bahía               | 74             |                |             |                           |                           |              |  |
|  | Weber Bahía               | Weber Bahía               | 74             |                | Weber Bahía | Weber Bahía               | 65                        |              |  |
|  |                           |                           |                |                | Weber Bahía | Weber Bahía               | 65                        |              |  |
|  |                           |                           | Guaros de Lara | Guaros de Lara | 88          |                           |                           |              |  |
|  | Leones de Ponce           | Leones de Ponce           | Guaros de Lara | Guaros de Lara | 88          | 87                        |                           |              |  |
|  | Leones de Ponce           | Leones de Ponce           |                |                |             | 87                        |                           |              |  |
|  | Guaros de Lara            | Guaros de Lara            | 100            |                |             | Tercer lugar              | Tercer lugar              | Tercer lugar |  |
|  | Guaros de Lara            | Guaros de Lara            | 100            |                |             | Tercer lugar              | Tercer lugar              | Tercer lugar |  |
|  |                           |                           |                |                |             |                           |                           |              |  |
|  |                           |                           |                |                |             | Fuerza Regia de Monterrey | Fuerza Regia de Monterrey | 68           |  |
|  |                           |                           |                |                |             | Fuerza Regia de Monterrey | Fuerza Regia de Monterrey | 68           |  |
|  |                           |                           |                |                |             | Leones de Ponce           | Leones de Ponce           | 90           |  |
|  |                           |                           |                |                |             | Leones de Ponce           | Leones de Ponce           | 90           |  |
|  |                           |                           |                |                |             |                           |                           |              |  |

### Semifinales
Los horarios correspondieron al huso horario de Barquisimeto, UTC -4:00.
| 17 de marzo, 17:15 | Fuerza Regia de Monterrey                                        | 65–74                | Weber Bahía                                                              | Barquisimeto, Venezuela                                                            |  |
|                    | Parciales: 12-17, 16-17, 19-17, 18-23                            |                      |                                                                          |                                                                                    |  |
|                    | Estadísticas Jordan Glynn (15) Andrew Panko (7) Juan Toscano (3) | Reporte Pts Reb Asts | Estadísticas Lucio Redivo (23) Anthony Johnson (10) Máximo Fjellerup (5) | Pabellón: Domo Bolivariano Árbitros: Roberto Vázquez Julio Anaya Gonzalo Salgueiro |  |

| 17 de marzo, 19:30 | Leones de Ponce                                                   | 87–100               | Guaros de Lara                                                                 | Barquisimeto, Venezuela                                                                               |  |
|                    | Parciales: 18-27, 23-28, 22-16, 24-29                             |                      |                                                                                | |  |
|                    | Estadísticas Víctor Liz (25) Hakim Warrick (11) Carlos Arroyo (8) | Reporte Pts Reb Asts | Estadísticas Zachary Graham (27) Gregory Echenique (13) Heissler Guillent (10) | Pabellón: Domo Bolivariano Árbitros: Michael Weiland Richard Eduardo Pereira Flores Alejandro Sánchez |  |

### Definición del tercer lugar
Los horarios correspondieron al huso horario de Barquisimeto, UTC -4:00.
| 18 de marzo, 17:15 | Fuerza Regia de Monterrey                                           | 68–90                | Leones de Ponce                                                | Barquisimeto, Venezuela                                                                                 |  |
|                    | Parciales: 13-23, 19-23, 27-27, 9-17                                |                      |                                                                | |  |
|                    | Estadísticas Jordan Glynn (17) Jordan Glynn (8) Cristian Cortés (8) | Reporte Pts Reb Asts | Estadísticas Víctor Liz (24) Derek Reese (9) Carlos Arroyo (7) | Pabellón: Domo Bolivariano Árbitros: Alejandro Sánchez Richard Eduardo Pereira Flores Gonzalo Salgueiro |  |

### Final
Los horarios correspondieron al huso horario de Barquisimeto, UTC -4:00.
| 18 de marzo, 19:30 | Weber Bahía                                                          | 65–88                | Guaros de Lara                                                            | Barquisimeto, Venezuela                                                          |  |
|                    | Parciales: 20-22, 17-13, 13-26, 15-27                                |                      |                                                                           |                                                                                  |  |
|                    | Estadísticas Lucio Redivo (17) Jaamal Levy (12) Máximo Fjellerup (3) | Reporte Pts Reb Asts | Estadísticas Zachary Graham (20) Luis Bethelmy (12) Heissler Guillent (6) | Pabellón: Domo Bolivariano Árbitros: Roberto Vázquez Julio Anaya Michael Weiland |  |

Guaros de Lara

Campeón

Segundo título

## Líderes individuales
A continuación se muestran los líderes individuales de la Liga de las Américas 2017:
| Categoría         | Jugador                                                   | Equipo                                                 | Media   | Partidos | Total |
| ----------------- | --------------------------------------------------------- | ------------------------------------------------------ | ------- | -------- | ----- |
| Puntos            | Lucio Redivo                                              | Weber Bahía                                            | 22.1    | 8        | 177   |
| Rebotes           | Jaime Lloreda                                             | Hebraica y Macabi                                      | 13.5    | 6        | 81    |
| Asistencias       | Carlos Arroyo                                             | Leones de Ponce                                        | 8.5     | 8        | 68    |
| Tapones           | Jerome Meyinsse Luis Bethelmy Eric Dawson Anthony Johnson | San Lorenzo Guaros de Lara Leones de Ponce Weber Bahía | 1.2 0.9 | 6 8      | 7     |
| Robos             | Leandro García Morales                                    | Hebraica y Macabi                                      | 2.2     | 6        | 13    |
| % de tiros libres | Lucio Redivo                                              | Weber Bahía                                            | 92.6%   | 8        | 25/27 |
| % de tiros de 3   | Jordan Glynn                                              | Fuerza Regia de Monterrey                              | 58.3%   | 8        | 14/24 |
| Tiros libres      | Justin Keenan                                             | Soles de Mexicali                                      | 6.3     | 6        | 38    |
| Tiros de 3        | Lucio Redivo                                              | Weber Bahía                                            | 3.3     | 8        | 26    |

## Quinteto ideal
A continuación se muestra al quinteto ideal de la Liga de las Américas 2017.
| Posición  | Jugador           | Equipo          |
| --------- | ----------------- | --------------- |
| Base      | Carlos Arroyo     | Leones de Ponce |
| Escolta   | Lucio Redivo      | Weber Bahía     |
| Alero     | Zachary Graham    | Guaros de Lara  |
| Ala-pívot | Gabriel Deck      | San Lorenzo     |
| Pívot     | Gregory Echenique | Guaros de Lara  |